# Alexander Klein
Alexander Klein, in russo Клейн, Александр Ионович?, Klejn, Aleksandr Ivanovič (Odessa, 17 giugno 1879 – New York, 15 novembre 1961), è stato un architetto russo-ucraino, che divenne successivamente cittadino tedesco e poi israeliano, protagonista dell'International style.

## Biografia
Nato a Odessa, frequentò l'Istituto di ingegneria di Pietroburgo. Nel 1920 si trasferisce a Berlino, dove a contatto con gli ambienti d'avanguardia del primo razionalismo si volge allo studio tipologico-distributivo residenziale e si occupa dell'edilizia residenziale a basso costo.
Con l'avvento del nazismo Klein si trasferì in Francia e successivamente in Palestina e in America.

## Scritti principali
- Lo studio delle piante e la progettazione degli spazi negli alloggi minimi. Scritti e progetti dal 1906 al 1957, (Trad. it., a cura di M. Baffa Rivolta e A. Rossari) Mazzotta editore, Milano, 1957